# Mamoul

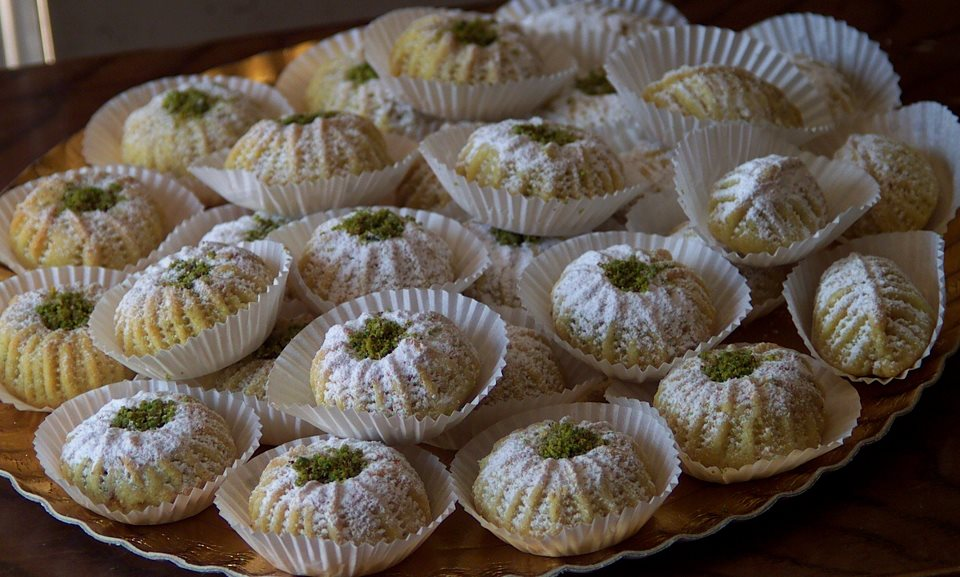

Mamoul (arabiska: معمول) är fyllda småkakor från Mellanöstern som bakas av mannagryn och främst serveras vid högtider och festliga tillfällen.
Mamoul är en traditionell och mycket omtyckt kaka som främst görs i Syrien, Palestina, Jordanien och Libanon. Kakorna formas vanligen i vackra träverktyg och fyllningen består av malda valnötter, pistaschnötter eller dadlar. Kakornas form varierar med fyllningen, de avlånga innehåller pistasch, de runda valnötter och de lite mindre dadlar.
Mamoul äts hela året men speciellt i samband med id al-fitr och när fastan bryts under ramadan. Arabiska kristna äter mamoul under påsken, speciellt på påskafton.